# Norwegian Wood (This Bird Has Flown)
 (avril 2025).
La mise en forme du texte ne suit pas les recommandations de Wikipédia : il faut le « wikifier ».
Les points d'amélioration suivants sont les cas les plus fréquents. Le détail des points à revoir est peut-être précisé sur la page de discussion.
- Les titres sont pré-formatés par le logiciel. Ils ne sont ni en capitales, ni en gras.
- Le texte ne doit pas être écrit en capitales (les noms de famille non plus), ni en gras, ni en italique, ni en « petit »…
- Le gras n'est utilisé que pour surligner le titre de l'article dans l'introduction, une seule fois.
- L'italique est rarement utilisé : mots en langue étrangère, titres d'œuvres, noms de bateaux, etc.
- Les citations ne sont pas en italique mais en corps de texte normal. Elles sont entourées par des guillemets français : « et ».
- Les listes à puces sont à éviter, des paragraphes rédigés étant largement préférés. Les tableaux sont à réserver à la présentation de données structurées (résultats, etc.).
- Les appels de note de bas de page (petits chiffres en exposant, introduits par l'outil «  Source ») sont à placer entre la fin de phrase et le point final[comme ça].
- Les liens internes (vers d'autres articles de Wikipédia) sont à choisir avec parcimonie. Créez des liens vers des articles approfondissant le sujet. Les termes génériques sans rapport avec le sujet sont à éviter, ainsi que les répétitions de liens vers un même terme.
- Les liens externes sont à placer uniquement dans une section « Liens externes », à la fin de l'article. Ces liens sont à choisir avec parcimonie suivant les règles définies. Si un lien sert de source à l'article, son insertion dans le texte est à faire par les notes de bas de page.
- La présentation des références doit suivre les conventions bibliographiques. Il est recommandé d'utiliser les modèles {{Ouvrage}}, {{Chapitre}}, {{Article}}, {{Lien web}} et/ou {{Bibliographie}}. Le mode d'édition visuel peut mettre en forme automatiquement les références.
- Insérer une infobox (cadre d'informations à droite) n'est pas obligatoire pour parachever la mise en page.

Pour une aide détaillée, merci de consulter Aide:Wikification.
Si vous pensez que ces points ont été résolus, vous pouvez retirer ce bandeau et améliorer la mise en forme d'un autre article.
Pistes de Rubber Soul
Drive My Car
(1) You Won't See Me
(3)
Norwegian Wood (This Bird Has Flown) est une chanson des Beatles, parue sur l'album Rubber Soul le 3 décembre 1965. Créditée Lennon/McCartney, la chanson est essentiellement écrite par John Lennon, Paul McCartney y ayant apporté une petite contribution. Sous l'impulsion de George Harrison, Norwegian Wood est aussi la première chanson de l'histoire de la pop à inclure un sitar, un instrument indien, dont le guitariste s'est pris de passion. Si le sitar est plutôt utilisé ici comme agrément, Harrison composera par la suite des chansons spécifiquement destinées à l'instrument, Love You To sur l'album Revolver et Within You Without You sur Sgt Pepper's Lonely Hearts Club Band. 

## Historique

### Composition
John Lennon écrit Norwegian Wood au mois de février 1965 au cours de vacances à Saint-Moritz, en Suisse. À l'époque, Lennon est le seul membre des Beatles à être marié, mais il n'est pas heureux avec Cynthia Powell, qu'il a épousée en 1962 lorsqu'elle lui a annoncé qu'elle était enceinte. Le musicien, dont les admiratrices ne manquent pas, commet ainsi de nombreuses infidélités, et c'est l'une de ces histoires extra-conjugales qu'il conte dans Norwegian Wood. D'après Pete Shotton, un de ses plus intimes amis, la personne dont il est question dans la chanson est une journaliste proche de Lennon, Maureen Cleave. Toujours officiellement avec Cynthia, ce dernier prend des précautions lors de l'écriture pour que sa femme ne se doute de rien.
Il débute ainsi son texte par une approche classique : « I once had a girl... » (j'ai eu une fille), avant de se reprendre et de retourner immédiatement la situation : « ...or should I say she once had me » (ou plutôt, c'est elle qui m'a eu). Invité à entrer dans son appartement et à s'asseoir, il constate qu'il est meublé en pin de Norvège (Norwegian wood). Voyant qu'il n'y a pas de chaise, il s'assied sur un tapis et patiente avec un verre de vin. Les deux protagonistes passent ensuite le reste du temps à discuter, jusqu'à ce que la fille, qui travaille le lendemain, décide qu'il faille aller se coucher. Lennon se voit obligé de dormir dans la baignoire et, lorsqu'il se réveille, se retrouve seul : « l'oiseau s'est envolé » (« This bird has flown »). La chanson se termine lorsque l'auteur se venge en mettant le feu à l'appartement, avant de conclure : « Isn't it good, norwegian wood ? » (N'est-ce pas bon, le pin norvégien ?). Dans ce texte où c'est la femme qui a l'initiative, Lennon reste ainsi évasif et ne dit rien sur ce qui s'est probablement réellement passé.
Pour écrire cette chanson, John Lennon s'est inspiré, comme à l'accoutumée, de sa propre expérience. En plus du thème de l'infidélité, les détails de la chanson ont leur explication : le pin de Norvège est mentionné car il était en vogue dans les années 1960, et le protagoniste doit dormir dans la baignoire car c'est ce que Lennon demandait souvent à ses amis de faire lorsqu'il les hébergeait. Enfin, l'idée de l'incendie de l'appartement est suggérée par Paul McCartney ; elle serait inspirée de l'habitude qu'avait Lennon de brûler des meubles dans la cheminée, lorsqu'il habitait à Liverpool. Cependant, à l'époque, certains comprennent l'expression utilisée dans la chanson (« I lit a fire ») comme « j'ai allumé un joint », plutôt qu'un incendie.
Certaines sources affirment que le titre original aurait été " i knew she would" ( je savait qu'elle l'aurait fait ).La connotation sexuelle trop évidente pour l’époque aurait choqué la production qui aurait demandé à Lennon de remplacer cette phrase en pleine session d'enregistrement, ce dernier l'aurait alors remplacée au pied levé par Norwegian wood, ce qui ne veut pas dire grand chose dans le contexte de la chanson. 
"This bird has flown" : dans le jargon de Liverpool "bird", c'est une jeune fille. On retrouve ce terme dans "blackbird" qui incite une jeune fille noire a déployer ses ailes pour gagner sa liberté, on est en pleine lutte pour les droits civiques aux états unis.

### Enregistrement

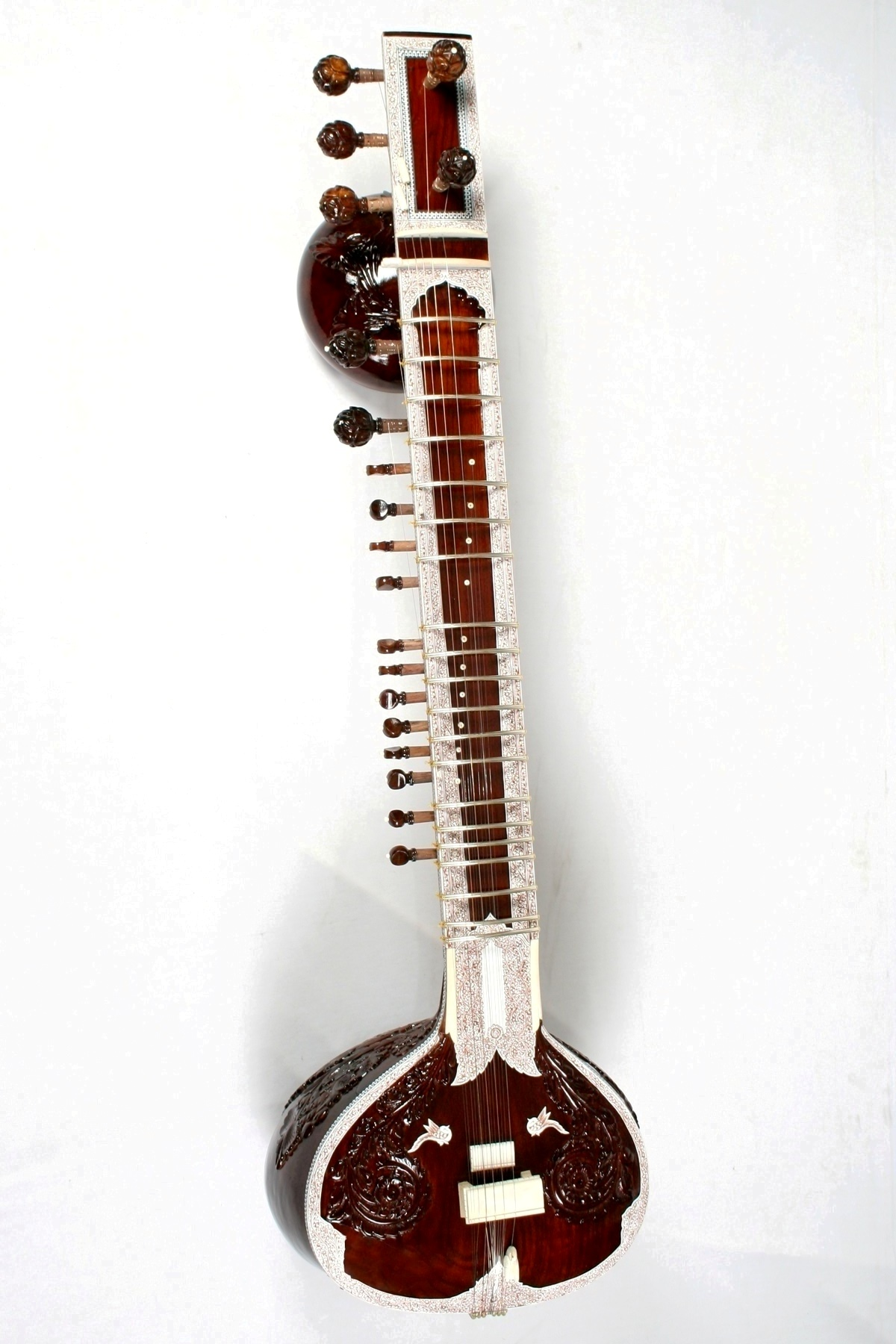
Le sitar fait son apparition dans l'éventail musical des Beatles.

L'enregistrement de la chanson débute le 12 octobre 1965 à Abbey Road. Initialement, elle est intitulée This Bird Has Flown (cet oiseau s'est envolé). Il ne faut qu'une seule prise pour l'enregistrer, mais, avec les répétitions et l'overdubbing, le travail prend un peu plus de quatre heures. Toutefois, le résultat n'est pas celui escompté par John Lennon et on repart de zéro neuf jours plus tard. Cet après-midi-là, dans le studio 2, le groupe enregistre trois nouvelles prises, chacune étant significativement différente des autres. Sur la première, le sitar domine nettement l'introduction ; basse et batterie sont absentes. La seconde prise est surtout acoustique (deux guitares acoustiques, une basse, et les vocaux de Lennon et Paul McCartney), et voit l'émergence de l'introduction à la guitare de la version finale. Enfin, la dernière prise voit le retour du sitar et constitue le résultat final, que Lennon baptise Norwegian Wood (This Bird Has Flown).
Il s'agit de la première fois que George Harrison joue du sitar sur un disque des Beatles. Il découvre l'instrument lors du tournage du second film mettant en scène le groupe, Help!, paru fin août 1965. En effet, des musiciens indiens apparaissent lors d'une scène au restaurant et Harrison a l'occasion d'essayer l'instrument. Toutefois, le déclic survient véritablement lorsqu'il écoute pour la première fois la musique de Ravi Shankar, grand joueur de sitar et dont tout le monde lui parlait alors. Harrison se procure donc un sitar, quoique de piètre qualité, dans un magasin d'Oxford Street. Quant au choix de l'utiliser dans Norwegian Wood : « D'habitude on commençait à fureter dans le placard pour voir si on dénichait quelque chose, un nouveau son, et j'ai pris le sitar [...] Je n'avais pas réfléchi à ce que j'allais faire avec. Ça a été très spontané. »
À ce moment-là, George Harrison est toujours en apprentissage et ne maîtrise pas encore parfaitement l'instrument, en témoignent les différents essais qu'il fait tout au long de l'enregistrement. Ainsi, les deux premières prises sont complètement dominées par le sitar, qui est omniprésent et comble tous les trous. Quelqu'un constate le problème et la troisième prise est enregistrée sans l'instrument. Finalement, le dosage recherché est obtenu à la quatrième et dernière tentative, qui sera retenue pour la publication.
Par ailleurs, l'enregistrement de l'instrument a posé quelques difficultés à l'équipe technique, l'ingénieur Norman Smith expliquant qu'il a été difficile d'obtenir un résultat satisfaisant : « C’est très difficile d'enregistrer le sitar parce que cela génère beaucoup de pics pourris, et une forme d'onde très complexe. Les aiguilles partaient droit dans le rouge, en distorsion, et nous n’obtenions pas un son correct. J'aurais pu utiliser un limiteur, mais cela aurait fait perdre en qualité sonore. »
Depuis que Harrison a joué du sitar sur Norwegian Wood, la presse fait tout pour organiser une rencontre avec Ravi Shankar. Finalement, le Beatle lui rendra visite en Inde et prendra même des leçons de sitar, au cours d'un séjour de six semaines en septembre 1966. Par la suite, Harrison ne se départira plus de son intérêt pour la culture de ce pays, et son influence s’immiscera rapidement dans nombre de ses chansons, comme Love You To et Within You Without You. Par ailleurs, la porte est désormais grande ouverte pour le sitar dans la musique pop. Quelques mois plus tard, Brian Jones se saisit de l'instrument pour en jouer de la même manière que George Harrison, doubler la mélodie du chanteur, sur Paint It, Black.

### Structure musicale
Le morceau présente une structure modale relativement atypique pour une chanson pop de cette époque. Plutôt que d’être en Mi majeur comme le suggèrent certaines lectures simplifiées, la chanson s’appuie sur une palette modale dérivée de la gamme de La majeur, explorant successivement les modes si dorien, mi mixolydien, et brièvement mi dorien.
Le couplet est principalement construit sur l’alternance entre les accords de  Si mineur et  Mi majeur. Ce schéma harmonique suggère le mode dorien de Si, dans lequel l’accord de E joue le rôle de IV degré majeur, typique de ce mode.
Le refrain introduit l’accord de  Ré majeur, qui fonctionne comme un VIIe degré abaissé (bVII) par rapport à Mi. Ce changement induit une couleur mixolydienne de Mi, tout en restant issu du même champ tonal (La majeur).
Dans le pont, la ligne mélodique présente un Sol, au lieu du Sol#  propre à La majeur, créant une coloration passagère typique du mode dorien de Mi. Cette inflexion modale subtile enrichit la palette harmonique du morceau sans rompre l’unité tonale implicite.
Cette superposition de modes liés à un même champ tonal confère au morceau une identité modale fluide, sans cadences tonales traditionnelles. Cette approche, fréquente chez les Beatles à partir de 1965, reflète des influences du folk et des musiques non occidentales.

## Personnel
- Selon Ian McDonald
- John Lennon : chant en double piste, guitare acoustique (1962 Gibson J-160E)
- Paul McCartney : basse (1964 Rickenbacker 4001S), chœurs
- George Harrison : guitare acoustique 12 cordes (1964 Framus Hootenanny 5/024), sitar en double piste
- Ringo Starr : tambourin, maracas, grosse caisse, cymbales

## Publication en France
La chanson arrive en France en mars 1966 sur la face B d'un 45 tours EP (« super 45 tours »); elle est accompagnée  de Day Tripper. Sur la face A figurent We Can Work It Out et You Won't See Me. La photo de la pochette est prise dans les studios Twickenham le 23 novembre 1965 lors du tournage du film promotionnel de la chanson I Feel Fine.

## Reprises notables
Jean-Louis Aubert, U2, Alanis Morissette, Victor Wooten (bassiste), Buddy Rich, Jose Feliciano sur l'album Tribute to the Beatles, Herbie Hancock, Cornershop, Milton Nascimento, Beto Guedes, Patricia Barber, Kurt Elling sur l'album The Gate (2011), Stefano Bollani sur l'album Smat Smat (2003), P.M. Dawn sur l'album The Bliss Album... ? (1993), Allan Holdsworth (guitariste britannique prog-rock, jazz, jazz fusion) sur l'album None Too Soon (1996), Tangerine Dream sur l'album Zeitgeist de 2010.